# دبيقة
الدِبَّيْقَة هو جنس من النباتات في الفصيلة القرنفلية. منبتها بعض المواقع الجبلية اللبنانية والسورية.

## الأنواع
- دبيقة قاسية
- دبيقة حزمية